# 氣霧劑
氣霧劑又稱氣溶膠噴霧，是一种可以噴出含有液体颗粒的气溶胶雾的裝置。此裝置有一个罐子或瓶子，以及要用压力按壓的噴出部件。

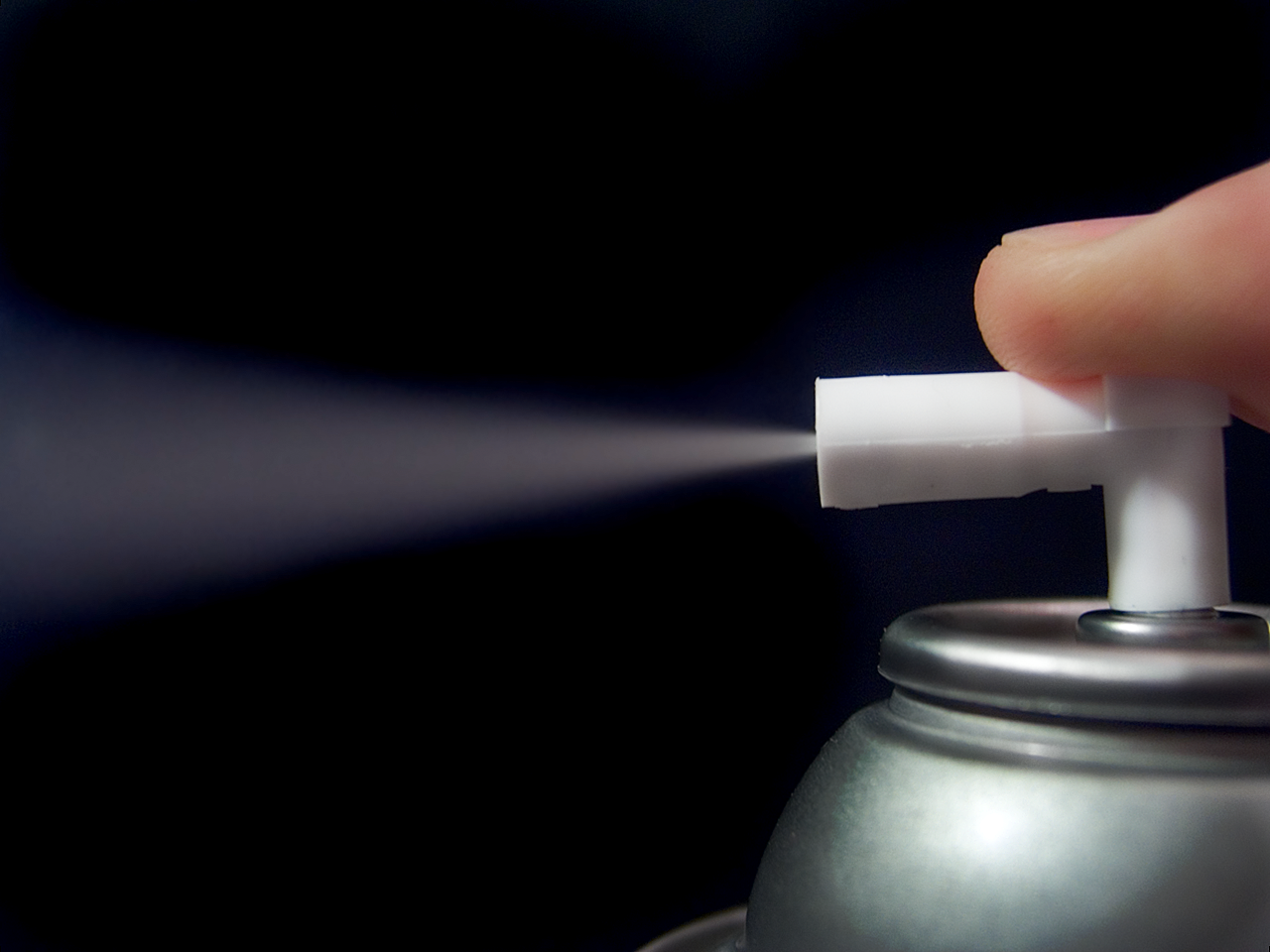
气溶胶喷雾罐

## 历史

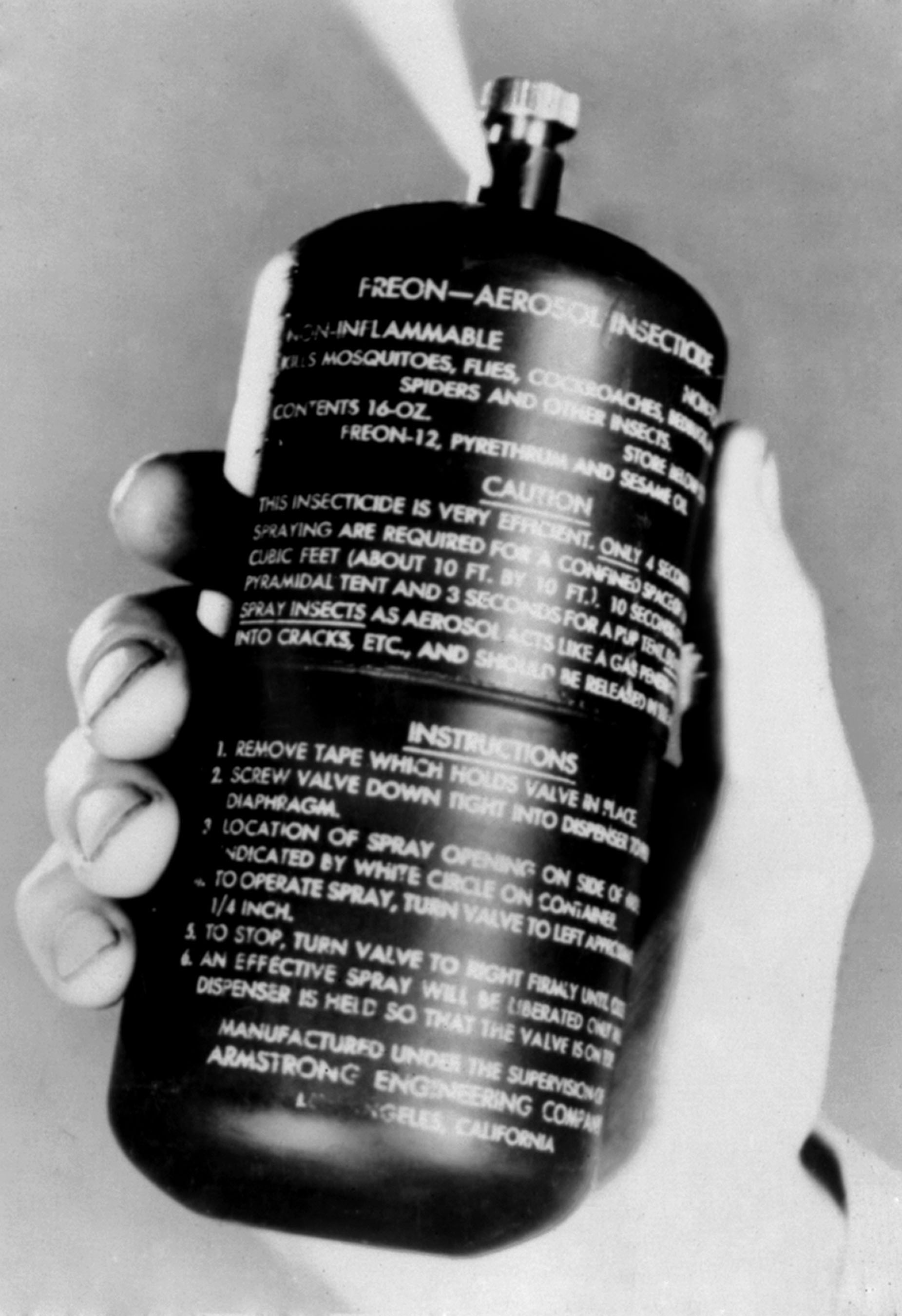
美国农业部研究人员Lyle Goodhue和William Sullivan发明的气溶胶喷雾罐

人類發明气溶胶的歷史可以追溯到1790年。第一个气溶胶喷雾罐专利于1927年由挪威化学工程师Erik Rotheim獲得   ，并于1931年在美国成功申請了這項發明的专利。挪威邮政1998年發行了一枚郵票以纪念這一發明。
最終工程師以 100,000挪威克朗的价格將專利權卖给了一家美国公司。  挪威邮政于1998年发行邮票紀念这项发明。
1939年，美國人卡恩（Julian S. Kahn）獲得了一項關於一次性噴霧罐的專利，將两种奶油和推進劑混合在一起，以便在家裡製作生奶油，但這某種意义上不是真正的氣溶膠。
直至1941年，美國聯邦昆蟲學和植物檢疫局的研究人員（Lyle Goodhue和William Sullivan）首次將氣溶膠噴霧罐投入现实，他們被認為是現代氣溶膠噴霧罐的發明者。
1948年，三家公司獲得了美國政府授權生產氣溶膠噴霧的許可證。
在1974年，弗兰克·舍伍德·罗兰和马里奥·莫利纳博士提出氯氟烃作為氣溶膠噴霧中的推進劑會對地球的臭氧層造成破壞。1977年，美國國會通過了清潔空氣法修正案，授權美國環境保護署監管大氣中的氯氟烃。

## 應用
氣溶膠噴霧應用範圍廣泛，包括個人護理產品、家居清潔產品、農業、殺蟲劑、塗料、化妝品、醫療用品、汽車保養產品等。它們也用於科學研究、實驗室、藝術創作和許多其他領域。
以下是一些常見的應用：
1. 個人護理產品：氣溶膠噴霧用於製作噴香水、噴髮膠、身體噴霧等個人護理產品。
2. 家居清潔產品：噴霧式清潔劑、空氣清新劑和除臭劑是家庭中常見的氣溶膠噴霧產品。
3. 農業：氣溶膠噴霧在農業中用於施用農藥、肥料和植物保護產品，以提高農作物的生長和保護作物免受害蟲侵害。
4. 醫療用品：氣溶膠噴霧器用於交付吸入藥物，例如治療哮喘等呼吸道疾病。
5. 科學研究：氣溶膠噴霧在實驗室中用於各種科學實驗和研究領域，包括化學、生物學和物理學。
6. 藝術創作：藝術家可以使用氣溶膠噴霧來創作藝術品，如噴漆藝術、噴墨藝術等。
7. 汽車保養產品：汽車保養產品中的氣溶膠噴霧用於清潔和保養汽車外部和內部。
8. 食品工業：氣溶膠噴霧可以用於在食品上添加調味劑、油脂或保鮮劑。